# Maków Mazowiecki

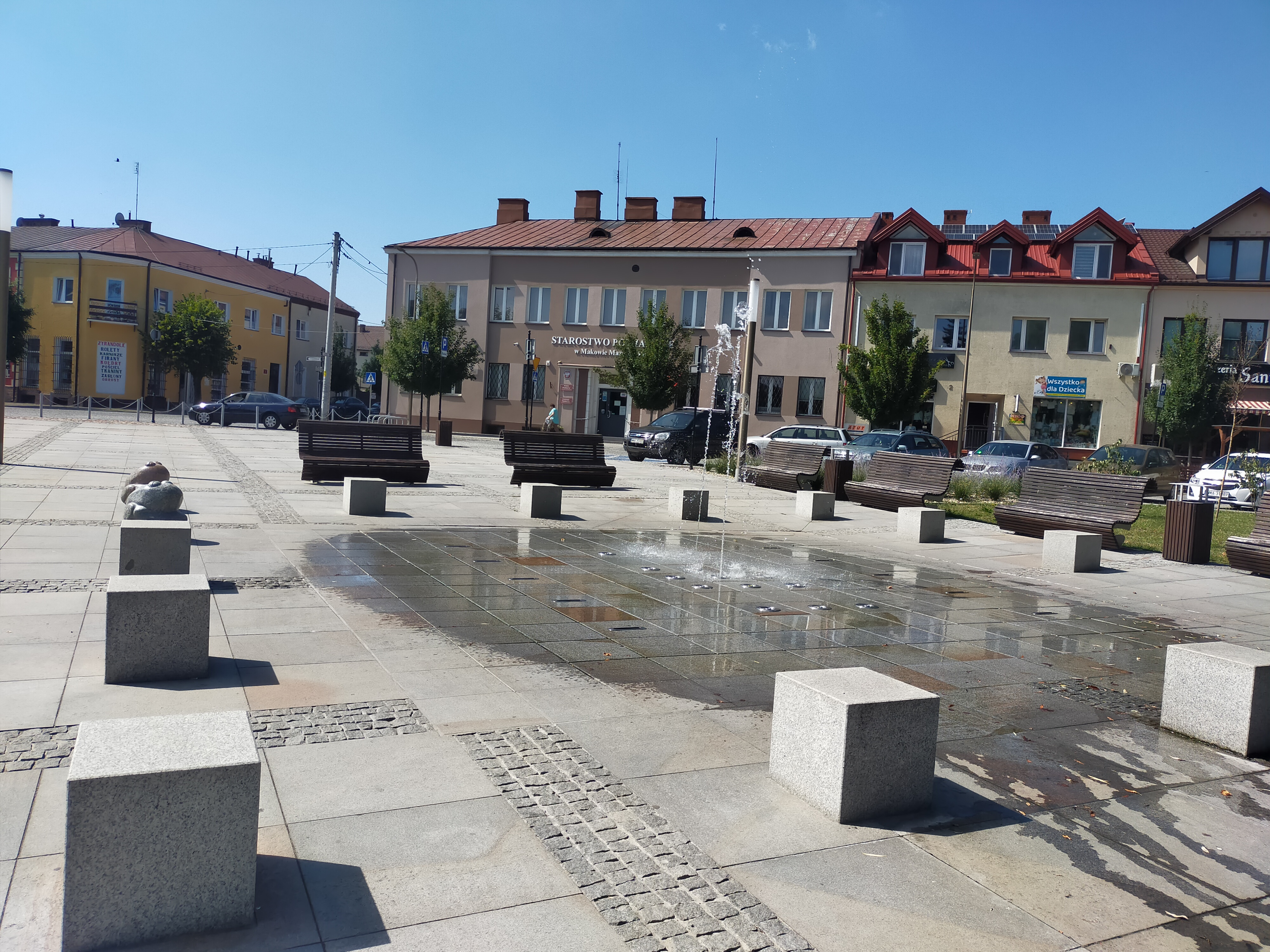
Rynek w Makowie Mazowieckim

Maków Mazowiecki (w latach 20. Maków Łomżyński, do 1928 Maków nad Orzycem) – miasto w Polsce w województwie mazowieckim, siedziba powiatu makowskiego, położone nad rzeką Orzyc, o powierzchni 10,3 km², 77 km na północ od Warszawy. Znajduje się na skrzyżowaniu drogi krajowej nr 60 z drogą krajową nr 57, trasą turystyczną z Warszawy na Pojezierze Mazurskie.
Maków uzyskał lokację miejską w 1421 roku. Miasto królewskie Korony Królestwa Polskiego w województwie mazowieckim. Miasto rządowe Królestwa Kongresowego, położone było w 1827 roku w powiecie pułtuskim, obwodzie pułtuskim województwa płockiego.
W mieście znajduje się zalew o powierzchni 17 ha, który stwarza wszechstronne możliwości wypoczynku, uprawiania sportów wodnych, turystyki i wędkarstwa. W 2010 roku sanepid wydał pozytywną opinię o przydatności wody do kąpieli w makowskim zbiorniku.

## Położenie
Sąsiednie gminy:
Czerwonka, Karniewo, Szelków

### Podział administracyjny
Osiedla:
- os. 1 Maja,
- os. Ciechanowska,
- os. Grabówka (w latach 1939–1945 Getto),
- os. Grzanka,
- os. Królów Polskich,
- os. Pomowskie,
- os. Polna,
- os. Południe,
- os. Rzemiosła.

## Historia

AGAD, plan Makowa Mazowieckiego, 1899

Maków uzyskał prawa miejskie w 1421 od mazowieckiego księcia Janusza I Starszego, ale jako osada istniał już w XI w. Utrzymuje się, że kościół parafialny istniał już na początku XIII wieku. Było to miasto książęce, a od 1526 królewskie, siedziba starostwa niegrodowego. W XVII wieku nastąpił upadek miasta, rozpoczął go wielki pożar w 1620, a pogłębiły wojny szwedzkie. Prace przy odbudowie postępowały bardzo powoli. Następny pożar w 1787 zniszczył połowę miasta. W 1795, po III rozbiorze Polski, Maków znalazł się przejściowo pod zaborem pruskim, jednak już w 1807 roku został przyłączony do Księstwa Warszawskiego po wyzwoleniu spod władzy pruskiej. Miasto należało w swojej historii do kilku różnych okręgów m.in. Księstwa Warszawskiego, potem do okręgu płockiego i łomżyńskiego. W 1815 roku Maków znalazł się pod panowaniem Imperium Rosyjskiego (Królestwo Polskie pod zaborem rosyjskim). W mieście rozwijały się powoli różne rzemiosła. Powstały garbarnie, browar, wytwórnia miodu pitnego, stacja pocztowa i telegraficzna. W czasie wojen napoleońskich wojska francuskie w kościele pod wezwaniem Bożego Ciała urządziły młyn połączony z piekarnią oraz stajnie. Świadectwem tej obecności jest koło młyńskie wmurowane w ścianę kościoła tuż przy wejściu do zakrystii, budynek stał nieużytkowany do roku 1837.
Podczas I wojny światowej, w 1915 roku, administracja rosyjska została wypędzona z Makowa przez wojska niemieckie. W 1918 roku miasto zostało zajęte przez wojska polskie i weszło w skład odrodzonej Polski.
W trakcie wojny polsko-bolszewickiej linią Orzyca przebiegała przez kilka dni linia frontu. W okresie międzywojennym w Makowie zamieszkiwało wielu Żydów (ok. 3000 osób na 7 tys. mieszkańców). Zajmowali się oni przede wszystkim handlem i rzemiosłem. Jedyne źródło energii elektrycznej dla zamożniejszych mieszkańców miasta stanowiła elektrownia wodna na Orzycu. Jej pozostałości, w postaci progu spiętrzającego wodę, można oglądać z kładki pieszej przez rzekę. W rękach żydowskich przedsiębiorców znajdowały się m.in. 3 młyny na terenie Makowa. Zagładę tej społeczności przyniosła II wojna światowa i okupacja niemiecka. Najpierw hitlerowcy utworzyli getto w kwartale ulic: Przasnyska, północna krawędź Rynku, rzeka Orzyc, teren byłego dworca PKS. W dodatku Maków Mazowiecki znalazł się na ziemiach polskich wcielonych bezpośrednio do Rzeszy w październiku 1939 roku, co jeszcze bardziej przyczyniało się do eksterminacji makowskich Żydów.

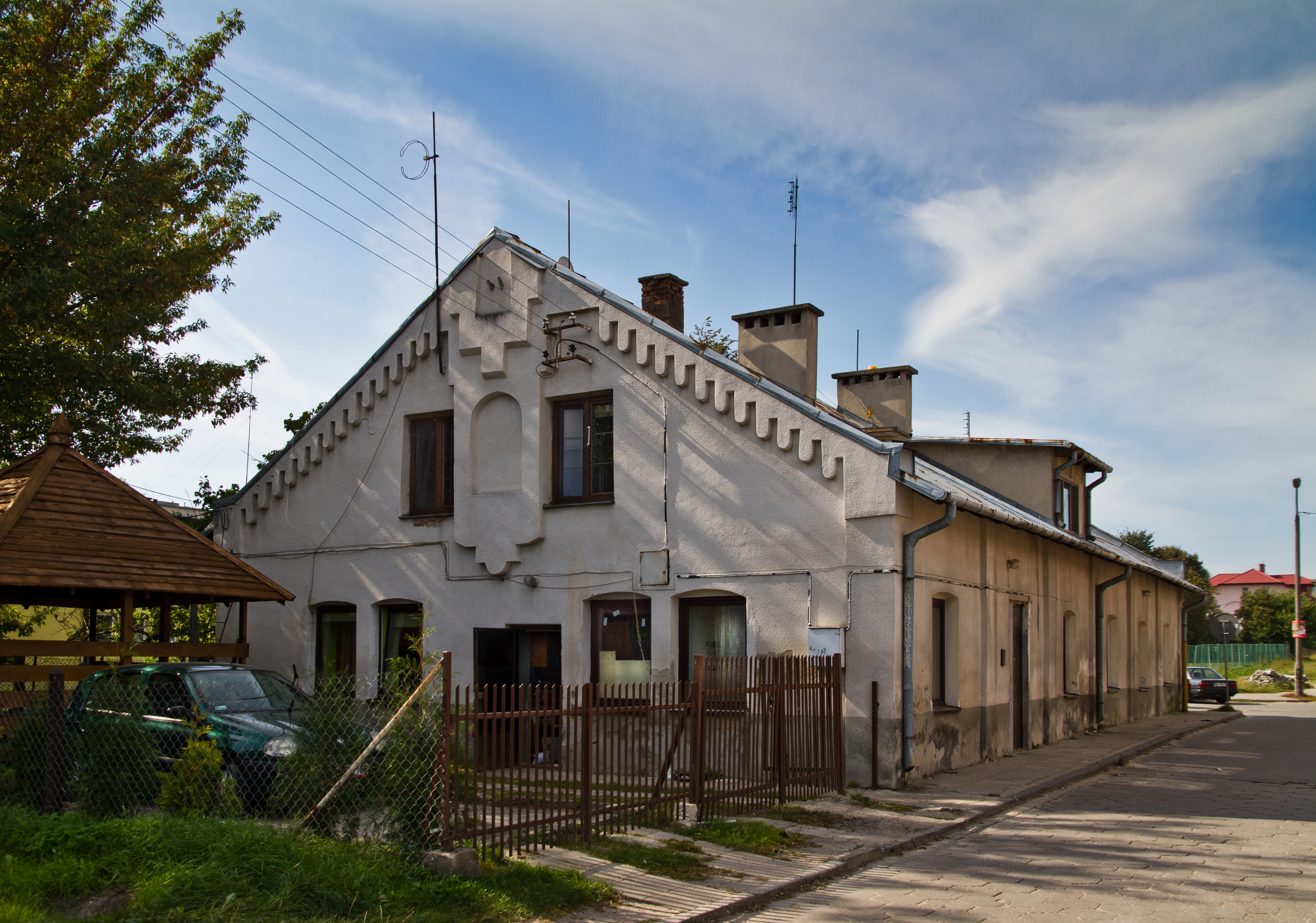
Mykwa, z pocz. XX w.

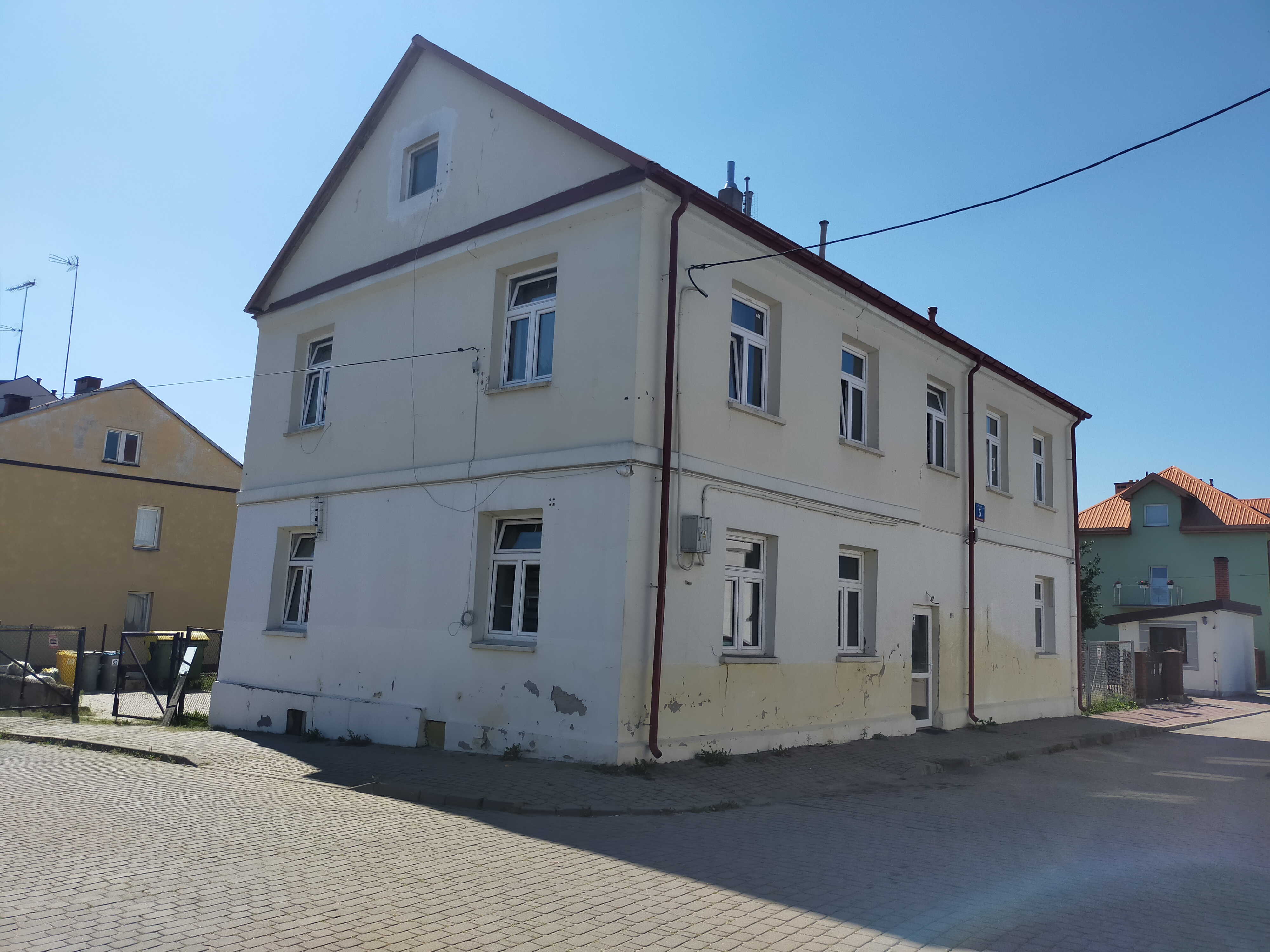
Budynek dawnego domu kahalnego

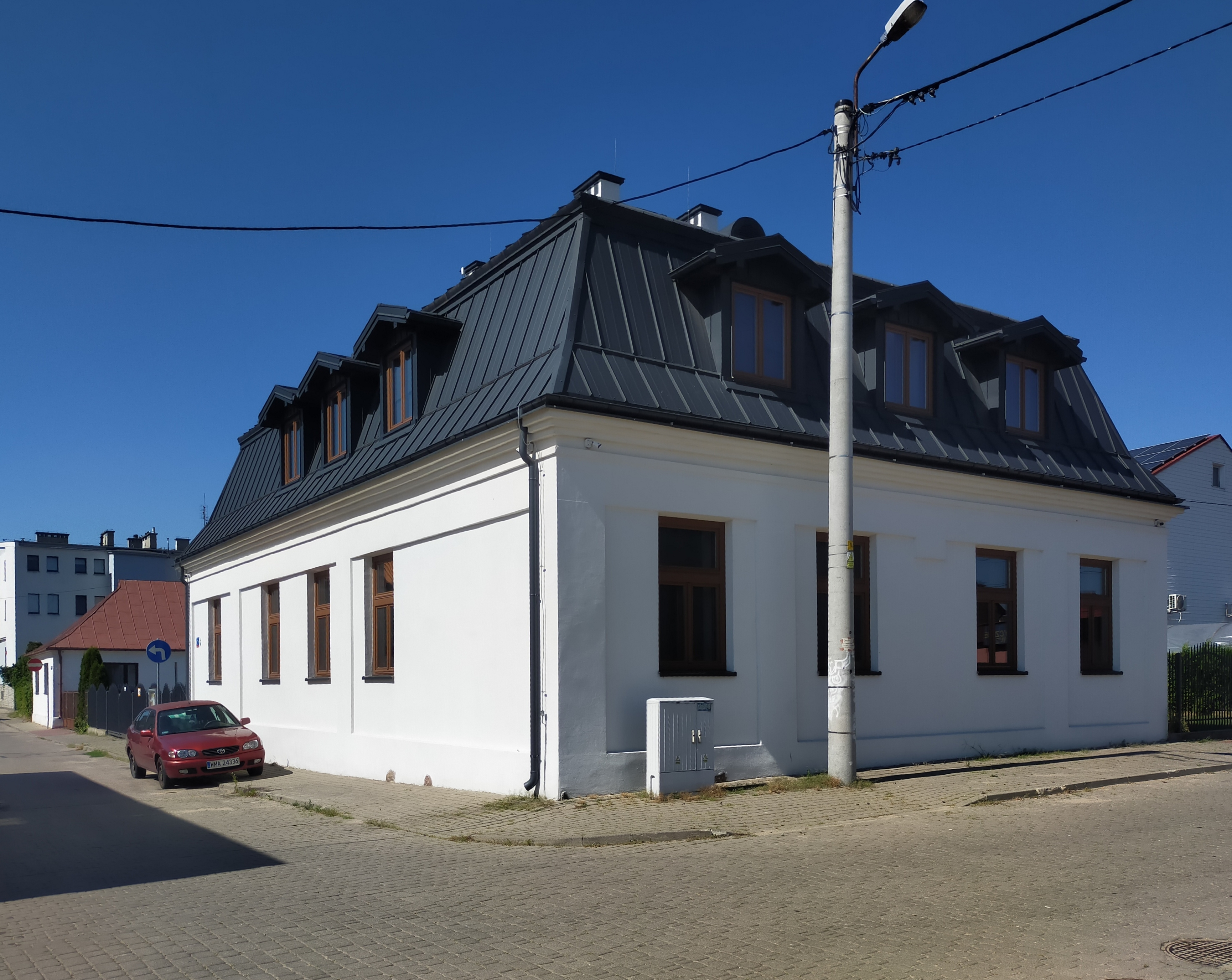
Budynek dawnej synagogi

W 1942 r. na rozkaz władz okupacyjnych miejscowi rolnicy zmuszeni zostali do podstawienia zaprzęgów konnych na teren getta i wywiezienia, pod strażą, pozostałych przy życiu Żydów na stację kolejową do Mławy. Stamtąd wywiezieni oni zostali do obozów zagłady. Macewy z dwóch istniejących w mieście żydowskich cmentarzy Niemcy wykorzystali jako krawężniki. Jeszcze wiele lat po wojnie część z nich poniewierała się rozrzucona po mieście.
W 1986 r. zebrano je i zbudowano lapidarium. Znajduje się ono na terenie dworca PKS, gdzie istniał stary cmentarz. W 1897 w mieście powstał drugi cmentarz żydowski. Znajdował się on na terenie nieistniejących już zakładów ZREMB, przylegając do ulicy Ciechanowskiej.
Brutalnemu terrorowi podlegała także ludność polska, w mieście istniał obóz pracy karnej. Kara śmierci groziła za samowolne zabicie świniaka, za niezejście z chodnika przed nadchodzącym Niemcem, a w niektórych okresach okupacji nawet za posiadanie psa (w ten sposób narodowi socjaliści walczyli z epidemią wścieklizny).
Zabronione było zawieranie małżeństw przez kobiety poniżej 25., a mężczyzn – 28. roku życia. Lepsze domy i gospodarstwa rolne były zajmowane wprost przez Niemców, z całym znajdującym się w nich dobytkiem, dając Polakom kilka minut na wyprowadzkę donikąd. Przy użyciu ciężkiego sprzętu hitlerowcy zrównali z ziemią cmentarz rzymskokatolicki przy ulicy Moniuszki i urządzili w tym miejscu park. Wzdłuż Orzyca urządzili żwirową alejkę spacerową, z ławkami i młodymi drzewkami, po której chodzić mogli wyłącznie Niemcy. Wszelkie próby czynnego oporu były kolejnym pretekstem do masowych rozstrzeliwań. W tych warunkach ruch oporu musiał przybrać bardziej zakamuflowane formy. Jedną z nich było wsypywanie do kieszeni płaszczy należących do Niemców proszku z bakteriami gruźlicy lub tyfusu. Miejscowy aparat okupacyjny składał się w większości z volksdeutschów, przedstawicieli lokalnej mniejszości niemieckiej zamieszkującej tereny północnego Mazowsza. W jakimś sensie pomagało to zdobywać broń. Pijanych Niemców, jeżeli tacy nieopatrznie zapuścili się poza zamieszkane przez nich okolice, zabijano, zabierano broń, ukrywano ciało, a do władz wysyłano list, w którym pisano, iż dany hitlerowiec przeszedł na stronę partyzantów. W ten sposób unikano zemsty ze strony Niemców. W zamyśle okupantów Maków miał zostać zasiedlony przez Niemców. W tym celu, siłami polskich niewolników, wybudowali oni wzdłuż ulicy Mickiewicza rząd bloków mieszkalnych, a nawet doprowadzili do nich z Ciechanowa prąd. Niekorzystny przebieg wojny nie pozwolił im jednak na pełne zasiedlenie budynków.
Na początku 1940 roku hitlerowcy ogłosili, iż będą leczyć wszystkich chorych – szczególnie inwalidów, starców, osoby upośledzone i przewlekle chore. W tym celu nakazali oni zgłosić się wszystkim takim osobom do nieistniejącej już szkoły podstawowej znajdującej się na terenie obecnej jednostki Państwowej Straży Pożarnej. Z całego powiatu zgłosiło się około 500 osób. Wiele rodzin naiwnie wierzyło, że dysponujący nowoczesną techniką Niemcy będą potrafili pomóc ich bliskim. Przebrani za lekarzy funkcjonariusze SS pomogli wszystkim wsiąść na samochody ciężarowe. 12 lutego 1940 roku ludzie ci zostali rozstrzelani w lesie w okolicach Czerwonki, w miejscu zwanym jako Wąski Las. Obecnie znajduje się tam pomnik.
Szacuje się, że poza ofiarami spoczywającymi w Wąskim Lesie, zamordowanych zostało jeszcze około 1 tys. mieszkańców powiatu makowskiego. Liczba ta ma jednak jedynie charakter orientacyjny, oparty na dostępnych dokumentach i relacjach świadków, wiadomo bowiem, że w ramach polityki eksterminacji ludności polskiej hitlerowcy dokonywali wielu potajemnych, masowych egzekucji.
W czasie zdobywania miasta 14 stycznia 1945 zniszczono 90% zabudowań. Tereny na wschód od miasta i samo miasto zostały silnie zaminowane. Wycofując się, poza klasycznymi minami zakopanymi w ziemi, niemieccy saperzy pozostawiali także miny-pułapki wymierzone przeciwko ludności cywilnej, szczególnie dzieciom. Ładunki wybuchowe zamontowane były np. pod porzuconymi celowo zabawkami, przyborami do pisania, butami i eksplodowały przy próbie podniesienia.
Mało zbadanym fragmentem historii Makowa jest okres lat 1945–1989. Rok po wojnie liczba mieszkańców wynosiła ok. 3000. Na terenie powiatu makowskiego działały po wojnie organizacje niepodległościowe. Świadectwem ich aktywności była chociażby tablica pamiątkowa wmurowana przy Komendzie Powiatowej Policji w Makowie z nazwiskami funkcjonariuszy MO i UB poległych w walkach z tzw. „reakcyjnym podziemiem”, zdemontowana w 2006 r. W pierwszych powojennych latach w dawnej siedzibie Urzędu Miasta przy ulicy Moniuszki znajdowała się siedziba UB, a w jej piwnicach ciężkie więzienie. W końcu lat dziewięćdziesiątych powstało kilka zakładów produkcyjnych, m.in. w 2001 Onken, sprzedany w 2004 koncernowi Dr. Oetker

## Demografia

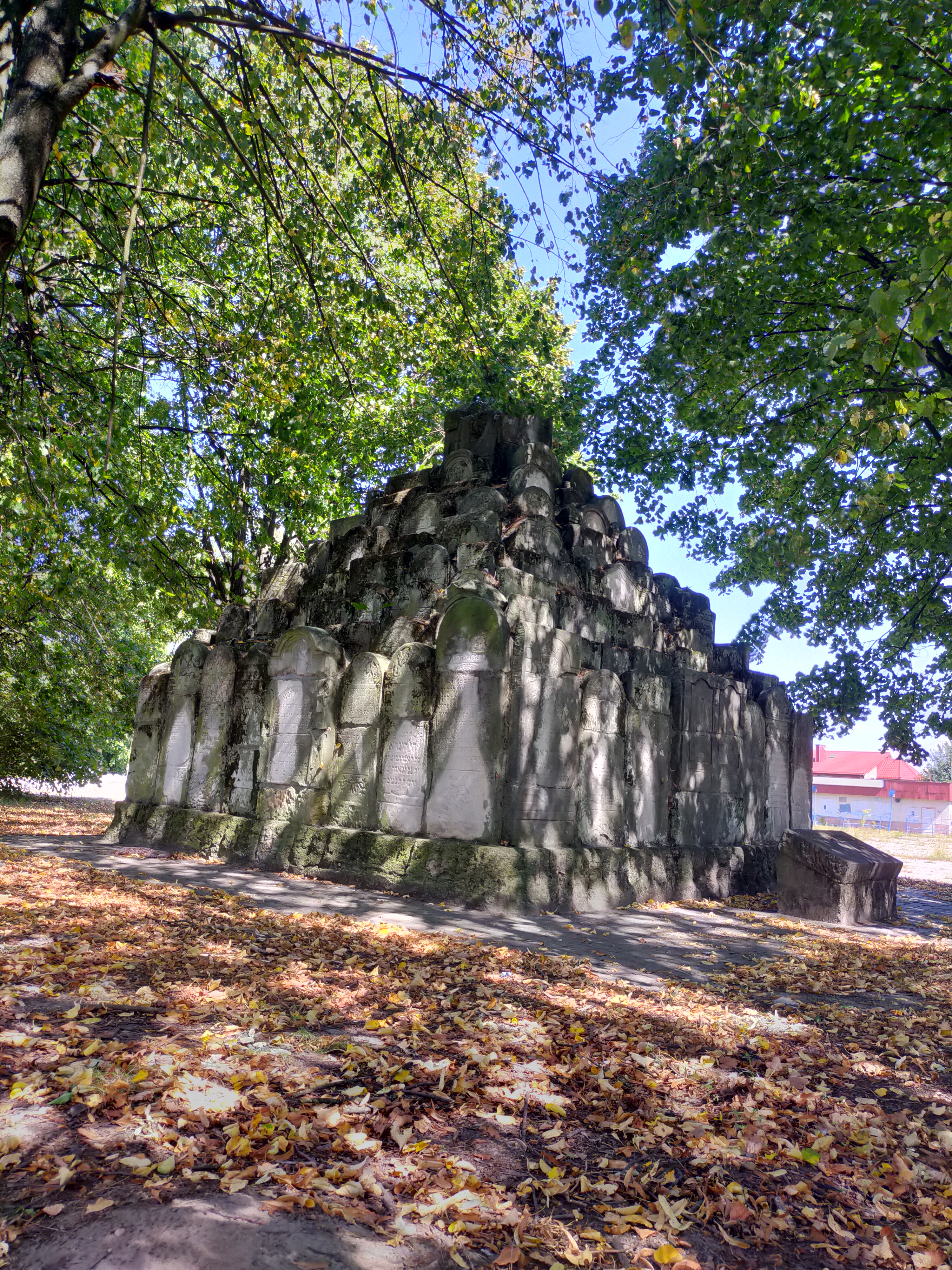
Lapidarium poświęcone pamięci społeczności żydowskiej Makowa Mazowieckiego

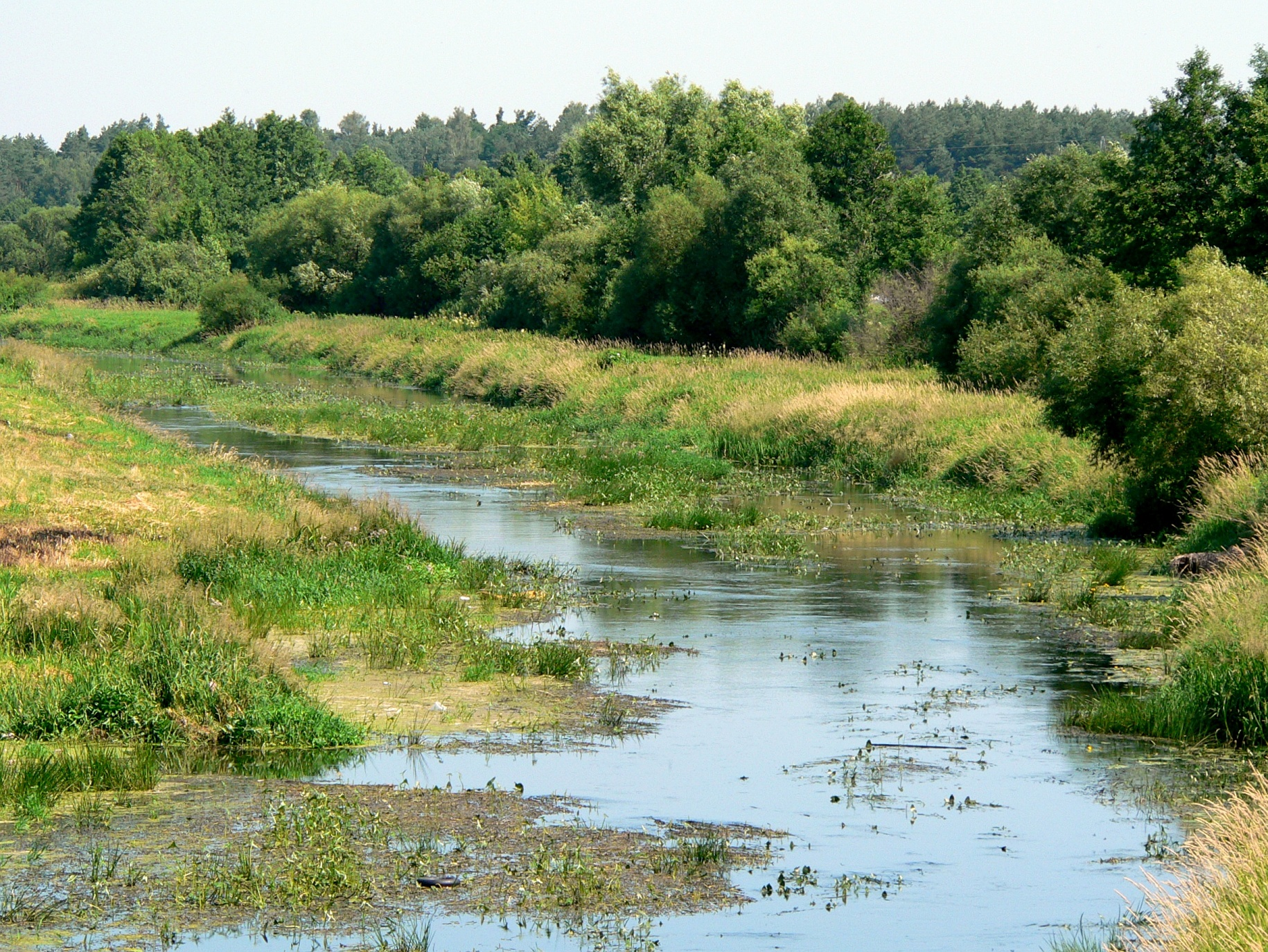
Rzeka Orzyc w Makowie Mazowieckim

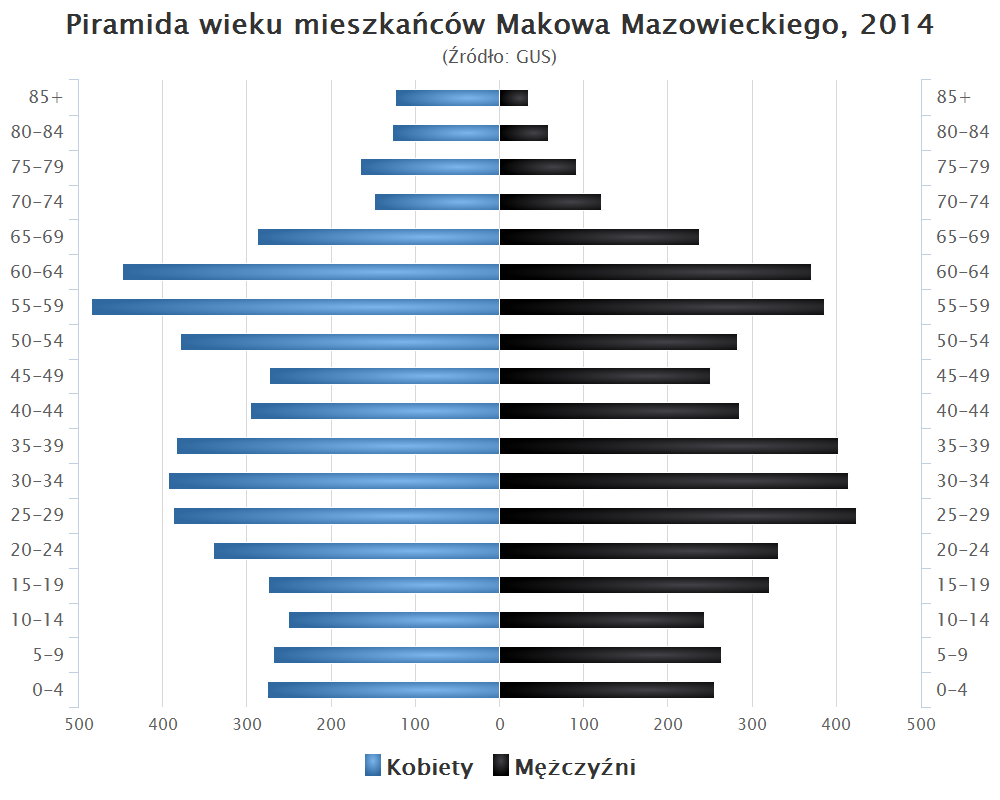
Piramida wieku mieszkańców Makowa Mazowieckiego w 2014 roku

.

## Ważniejsze obiekty
- Urząd Miasta
- Mieszalnia pasz Cargill
- Stadion Miejski
- Hala Sportowa im. Władysława Pomaskiego połączona z SP nr 2
- Miejski Dom Kultury
- Dom Pomocy Społecznej

### Pomniki
- Pomnik Chwały Poległym Saperom,

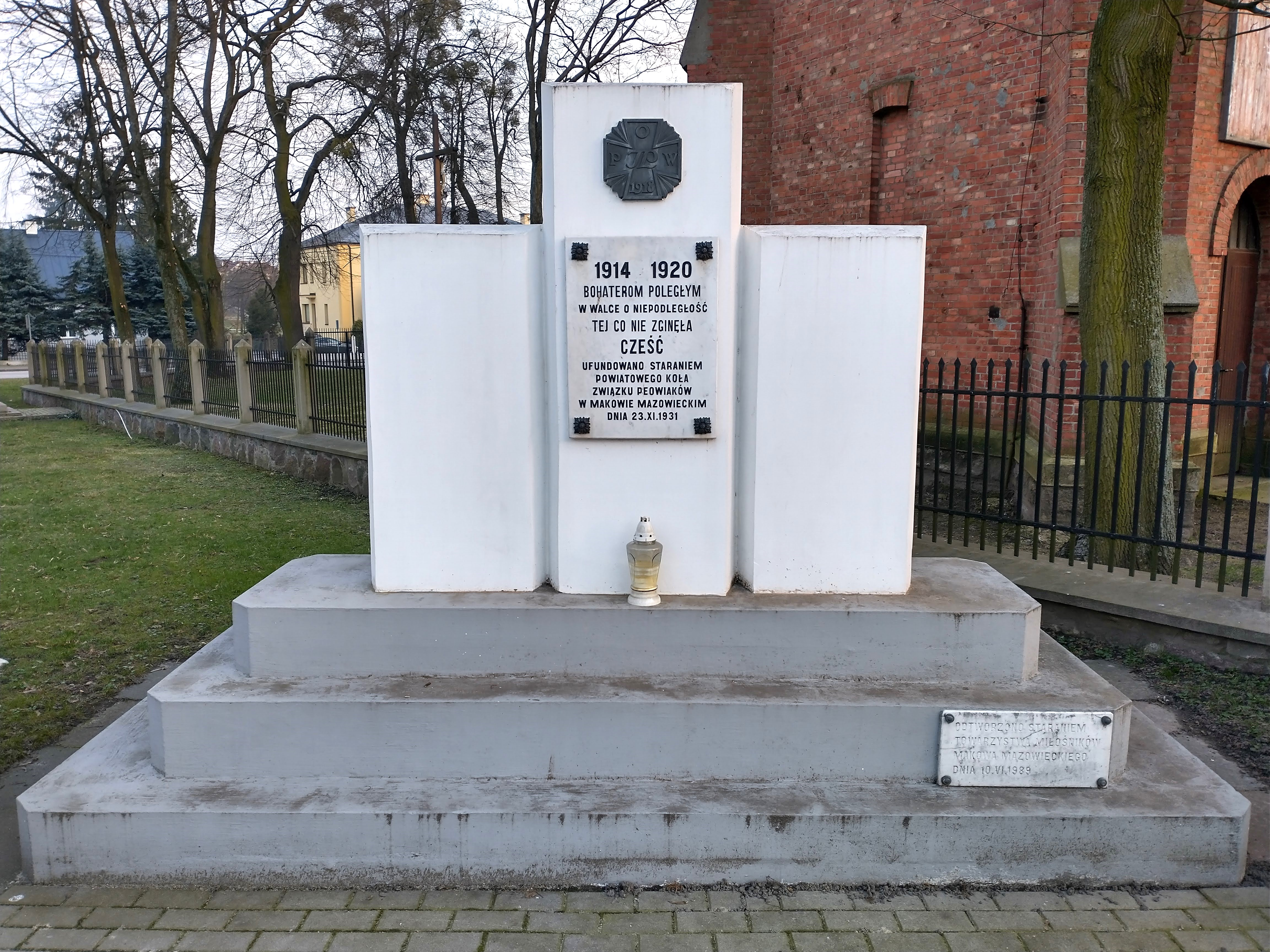
Pomnik poświęcony żołnierzom poległym w latach 1914–1920 w walkach o odzyskanie niepodległości

- Pomnik w hołdzie nauczycielom miasta i powiatu pomordowanym i umęczonym w obronie mowy ojczystej,
- Pomnik Ofiar II Wojny Światowej,
- Lapidarium poświęcone pamięci makowskich Żydów, poległych w czasie okupacji hitlerowskiej,
- Pomnik poświęcony żołnierzom poległym w latach 1914–1920 w walkach o odzyskanie niepodległości,
- Obelisk upamiętniający 550. rocznicę uzyskania praw miejskich przez Maków

## Gospodarka
Ośrodek usługowy i przemysłowy. W mieście znajduje się zakład produkcyjny Polmlek oraz niewielkie tartaki. Jest również mieszalnia pasz Cargill. Głównie przemysł spożywczy, odzieżowy i urządzeń elektrotechnicznych.

### Zakłady przemysłowe
- Cargill – ul. Przemysłowa → jeden z zakładów koncernu produkującego pasze dla zwierząt.
- Polmlek – ul. Przasnyska → jeden z zakładów polskiego koncernu w którym wytwarzane są produkty mleczarskie. Wcześniej zakład spółki dr. Oetker.
- SZiZ (Spółdzielnia Zaopatrzenia i Zbytu) – ul. Spółdzielcza → firma zajmująca się produkcją chleba (piekarnia), sprzedażą węgla, sprzedażą części zamiennych do maszyn rolniczych i ciągników. Posiada dużą bazę lokalową, którą wynajmuje na lokale handlowe i biurowe.
- Auto-Hit Sp. z o.o. – ul. Przasnyska 77 – działalność firmy obejmuje m.in. produkcję naczep niskopodwoziowych, specjalistycznego sprzętu transportowego dla wojska, do przewozu maszyn budowlanych i elementów ponadgabarytowych oraz produkcję konstrukcji stalowych wykorzystywanych m.in. w budowie dróg, mostów i hal. (w upadłości)

### Sklepy wielkopowierzchniowe
| - Biedronka – 2 sklepy - Mila - Stokrotka | - Lidl - Avans - Neonet - Media Expert | - Fachowiec - Prim – 2 sklepy - Rossmann | - PSB-Mrówka - Centrobud |

### Galerie handlowe
- Galeria nad drogerią Aster
- Galeria nad supermarketem Prim (12 sklepów oraz przychodnia)

## Transport

### Transport drogowy
Znaczący węzeł drogowy. Przez miasto przebiegają dwie drogi krajowe i droga wojewódzka:
- drogi krajowe:

droga krajowa nr 60 Łęczyca – Płock – Ostrów Mazowiecka,
droga krajowa nr 57 Bartoszyce – Szczytno – Pułtusk
- droga wojewódzka:

droga wojewódzka nr 626 Maków Mazowiecki – Nowa Wieś

### Kolej wąskotorowa
- Mławska Kolej Dojazdowa (obecnie stacja w Makowie jest nieczynna, a dojazd do niej – niemożliwy z powodu niedrożności szlaku kolejowego).

W 2008 roku podjęto próby oczyszczenia i odnowienia torów i rozjazdów przy stacji w Makowie w celu przywrócenia ruchu kolejowego na odcinku Maków Mazowiecki – Krasne, lecz były one bezskuteczne.

### Transport lotniczy
W 2013 przy ul. Witosa oddano do użytku sanitarne lądowisko Maków Mazowiecki-Szpital.

## Kultura

### Biblioteki
- Miejska Biblioteka Publiczna w Makowie Mazowieckim 
  - Filia nr 1
- Biblioteka Pedagogiczna w Ostrołęce. Filia w Makowie Mazowieckim[14]

### Domy i ośrodki kultury
- Miejski Dom Kultury

### Stowarzyszenia regionalne
- Towarzystwo Miłośników Ziemi Makowskiej
- Muzeum Ziemi Makowskiej i Garnizonu Różan
- Małe Księstwo Makowskie
- Fundacja „Kocham Maków”
- Klub Motocyklowy www.motomakow.pl
- Stowarzyszenie Pomocy Liceum Ogólnokształcącego Nr 1 im. Marii Curie-Skłodowskiej
- Stowarzyszenie Przyjacieli Makowskiej Dwójki

### Kultura niezależna
- Ancient Desire,
- Kamienne Ogrody,
- Basium Camoris,
- Miejska Orkiestra Dęta,
- Teatr Tańca z Ogniem „Mantra”,
- Grupa taneczna Planet Step Squad,
- Grupa tańca z ogniem „Virtus”

### Dni Makowa
Co roku w mieście w czerwcu odbywają się Dni Makowa. Rozpoczyna je korowód przygotowany przez uczniów szkół. Organizowane są wtedy koncerty i wesołe miasteczka. Od 2007 roku organizowane są „Wyścigi Smoczych Łodzi”. Z okazji Dni Makowa w mieście gościli:

- Szymon Wydra & Carpe Diem
- Łzy
- Doda (2009)
- Akcent (2010)
- Robert Janowski (2010)
- Marcin Rozynek
- Golec uOrkiestra (2008)
- Trubadurzy (2010)
- Kombi
- Lombard
- Elektryczne Gitary (2011)
- Volver (2012)
- Rafał Brzozowski (2013)
- Red Lips (2016)
- Power Play (2017)
- Skaner (zespół muzyczny) (2017)
- Filip Lato (2018)
- Wilki (zespół muzyczny) (2018)

### Noc Muzeów
14 maja 2011 roku miasto po raz pierwszy wzięło udział w Nocy Muzeów, zorganizowanej przez fundację „Kocham Maków”. Udostępniony do zwiedzania wtedy został budynek dawnej komendy policji. Odbyła się również prelekcja filmu „Jedno miasto, dwie kultury”. Budynek ten został rozebrany pod koniec 2012 roku.

## Media

### Prasa
- Kurier Makowski
- Tygodnik Ostrołęcki (wydanie makowskie)
- Nowy Tygodnik Makowski
- Gazeta Makowska

### Radio
Nieistniejące już radio internetowe MFM miało na celu przekazywanie rozrywki i wiadomości z Makowa Mazowieckiego, a także jego okolic. Oficjalnie radio zakończyło swoją działalność 26 stycznia 2012 roku.

## Oświata i nauka

### Szkoły podstawowe
- Szkoła Podstawowa nr 1 im. Władysława Broniewskiego
- Szkoła Podstawowa nr 2 im. Jana Kochanowskiego
- Specjalny Ośrodek Szkolno-Wychowawczy (dawna Szkoła nr 3)

### Szkoły ponadpodstawowe
- Liceum Ogólnokształcące im. Marii Curie-Skłodowskiej
- Zespół Szkół im. Żołnierzy Armii Krajowej

### Szkoły policealne
- Policealne Studium Zawodowe Ochrony Osób i Mienia „VIP”

## Religia

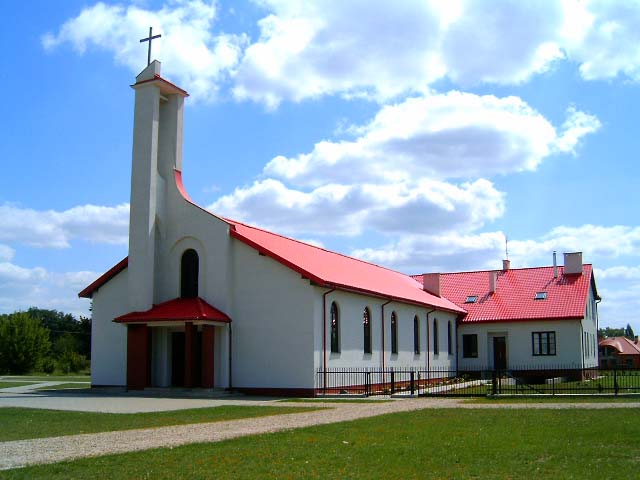
Kościół parafialny św. Brata Alberta w Makowie Mazowieckim

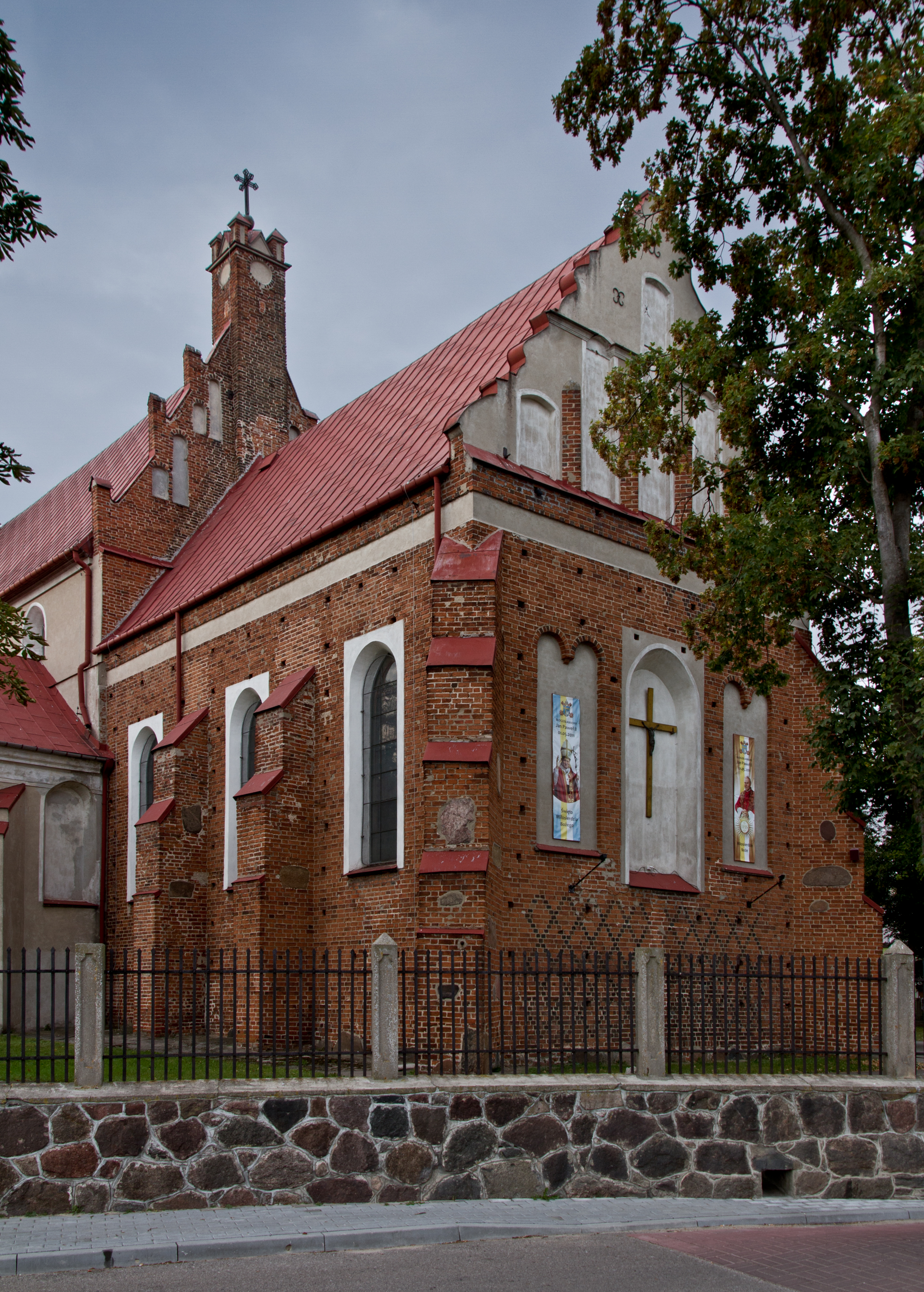
Kościół Bożego Ciała

### Wspólnoty wyznaniowe
Kościół rzymskokatolicki
- parafia pw. św. Józefa
- parafia pw. św. Brata Alberta

Wspólnota Kościołów Chrystusowych
- zbór

Świadkowie Jehowy
- zbór Maków[15].

### Cmentarze
rzymskokatolickie
- Cmentarz parafialny,
- Stary Cmentarz Chrześcijański

pozostałe
- Cmentarz komunalny – zlokalizowany przy ul. Cmentarnej z wejściem od cmentarza parafialnego. Powstał w 2020 r. 10 listopada proboszcz Parafii św. Józefa w obecności Burmistrza Miasta i Radnych Miejskich dokonał jego poświęcenia. Cmentarz komunalny zajmuje obszar 6779 m². Przewiduje się 1160 pól grzebalnych oraz 120 nisz w kolumbariach. Teren cmentarza w ramach I etapu prac został ogrodzony, oraz utworzone zostały główne ciągi komunikacyjne[16].

- Cmentarz Żołnierzy Armii Radzieckiej – zlokalizowany jest w południowo-wschodniej części miasta. Należy do największych w Polsce. Jego powierzchnia zajmuje 3,1 ha. Spoczywa na nim obecnie 15 549 żołnierzy w 614 mogiłach zbiorowych i 50 pojedynczych mogiłach oficerów, którzy zginęli w 1944–1945 na terenie powiatów: makowskiego, przasnyskiego i częściowo ostrowskiego. Ekshumacji zwłok dokonano w 1950 r. Ostatnią ofiarę wojny znaleziono niedaleko Krzyżew-Borowych i pochowano w 2008.

- Stary cmentarz żydowski w Makowie Mazowieckim
- Nowy cmentarz żydowski w Makowie Mazowieckim

## Sport i rekreacja

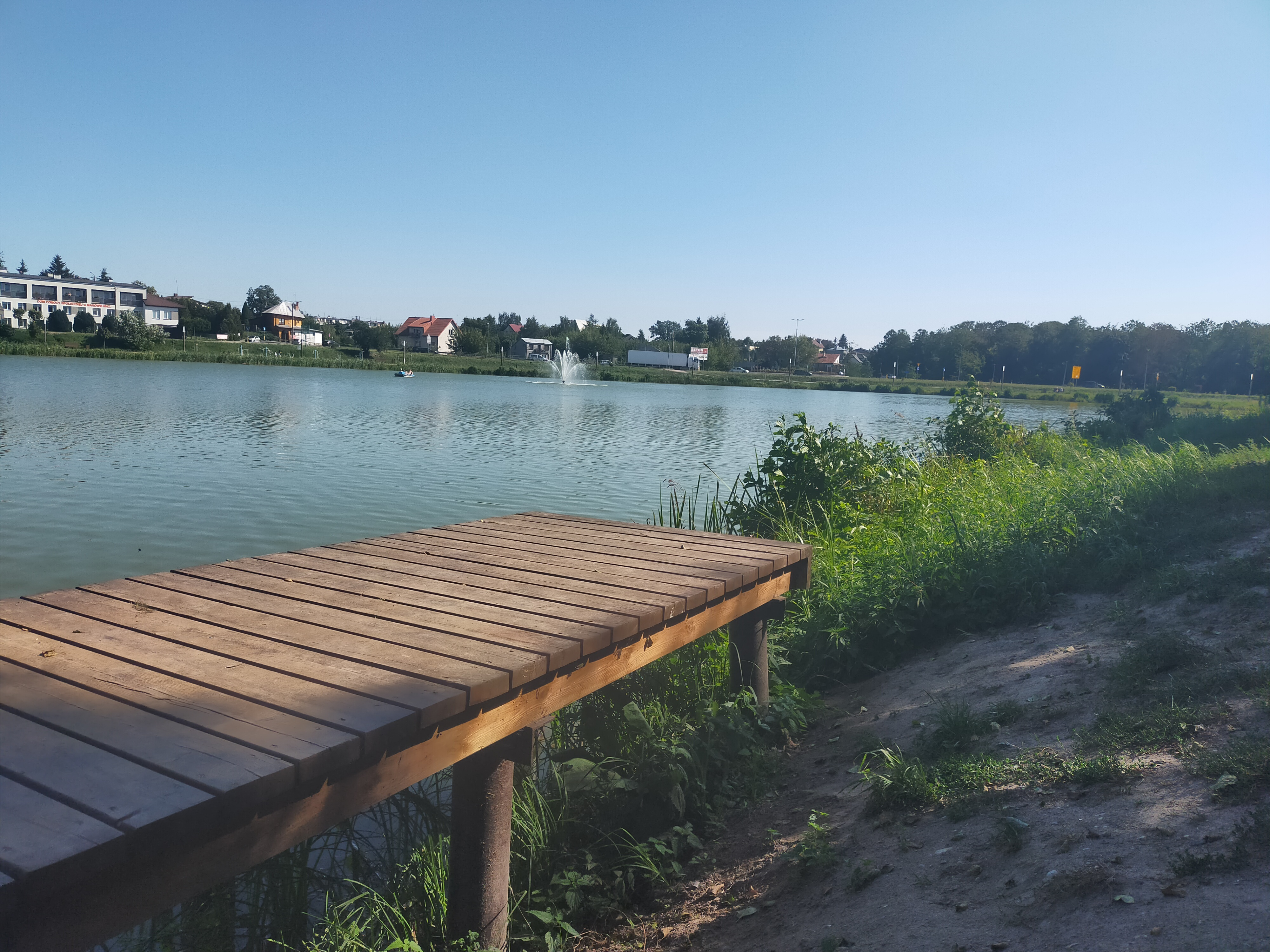
Zalew w Makowie Mazowieckim

- Miejski Klub Sportowy Makowianka – w sezonie 2024/2025 w IV lidze, gr. mazowieckiej. Klub ma stadion o pojemności 1200 miejsc[17].
- Stowarzyszenie Sportów Siłowych „Start”
- UKS „Mak”
- UKS „Dwójka”
- PUKS Albert